# Justina Miles
Justina Taylor Miles (12 de setembre de 2002, Filadèlfia, Pennsilvània, Estats Units d'Amèrica) és una atleta sordolímpica i intèrpret de llengua de signes estatunidenca. L'any 2023 va esdevenir la primera dona negra i sorda en interpretar en llengua de signes estatunidenca als espectacles previs i de la mitja part de la Super Bowl.

## Vida personal
Justina Miles va néixer el 12 de setembre de 2002 a Filadèlfia, una de les ciutats més importants de l'estat de Pennsilvània. Va cursar els seus estudis a la Model Secondary School for the Deaf de Washington DC. Actualment estudia Infermeria a la Bowie State University (Universitat Estatal de Bowie), a l'estat de Maryland.

## Vida professional

### Esports
Miles va formar part de l'equip dels Estats Units d'Amèrica a les Sordolimpíades d'estiu del 2021, que van ser celebrades al maig del 2022 a Caxias do Sul, al Brasll. Va rebre una medalla de plata als 4x100 metres relleus femenins. També va competir en les categories de 100 metres i 200 metres.

### Intèrpret de llengua de signes
Justina Miles va esdevenir un fenomen viral a TikTok per la seva interpretació de la cançó Crush on You de l'artista Lil' Kim. Aquest reconeixement va impulsar la seva carrera i va ser contractada per actuar als espectacles de la LVII Super Bowl l'any 2023. Durant la mitja part de l'esdeveniment va transmetre el ritme i la lletra de les cançons de Rihanna.

## Reconeixement
Al novembre del 2023 va ser reconeguda per la BBC a la llista anual de 100 dones inspiradores i influents del món.